# Tượng Châu
Tượng Châu (tiếng Tráng: Cienghcou Yen, chữ Hán giản thể: 象州县, bính âm: Xiàngzhōu Xiàn, âm Hán Việt: Tượng Châu huyện) là một huyện thuộc địa cấp thị Lai Tân, khu tự trị dân tộc Choang Quảng Tây, Cộng hòa Nhân dân Trung Hoa. Huyện này có diện tích 1.898 km², dân số năm 2002 là 350.000 người. Về mặt hành chính, huyện Tượng Châu được chia thành nhai đạo, 8 trấn, 3 hương.